# Памятники истории и культуры Абайского района Абайской области
Памятники истории и культуры местного значения Абайского района Абайской области — отдельные постройки, здания и сооружения, некрополи, произведения монументального искусства, памятники археологии, расположенные в Абайском районе Абайской области и включённые в Государственный список памятников истории и культуры местного значения.
В Государственном списке памятников истории и культуры местного значения в редакции постановления акимата Восточно-Казахстанской области на 30 января 2020 года в Абайском районе числились 36 наименований, из которых 28 — памятники градостроительства и архитектуры, 6 — памятники археологии, 2 — ансамбли.
С 2022 года город — в составе Абайской области. В Государственном списке памятников истории и культуры местного значения Абайской области 20 марта 2023 года в городе числилось 40 памятник, из которых 11 — памятники археологии, 15 — памятники градостроительства и архитектуры, 5 — ансамбли и комплексы, 8 — сооружения монументального искусства, 1 — сакральный объект.

## Список памятников
| Номер в списке | Название                                                   | Изображение           | Годы постройки                                | Местоположение                                                                     |
| -------------- | ---------------------------------------------------------- | --------------------- | --------------------------------------------- | ---------------------------------------------------------------------------------- |
| 1              | Группа петроглифов Абыралытас                              |                       | эпоха бронзы                                  | 30 км от села Кайнар на северной стороне горы Жылгыстау                            |
| 2              | Пещера Коныр-Аулие                                         | Пещера Коныр-Аулие    | VII—VIII века                                 | на правом берегу реки Шаган в 18 километрах к юго-востоку от села Токтамыс         |
| 3              | Могильник Барлыбай                                         |                       | VII—III века до н. э. — VII—IX века н. э.     | 50 км к югу от села Кенгирбай би, в местности Барлыбай                             |
| 4              | Могильник Коратогай                                        |                       | VII—IX века                                   | 25 км к югу от села Карауыл, в урочище Коратогай                                   |
| 5              | Могильник Нурмаганбет                                      |                       | VII—III века до н. э.                         | 25 км к западу от села Архат, в местности Нурмаганбет                              |
| 6              | Могильники Орда                                            |                       | VII—IX века                                   | 20 км к западу от села Архат, вдоль дороги Семей — Карауыл, к востоку от горы Орда |
| 7              | Древнетюркские курганы с каменными изваяниями Сарыколь     |                       | раннее средневековье                          | 30 км от села Карааул к озеру Сарыколь                                             |
| 8              | Могильник Сылдыр булак                                     |                       | XVII—XI века до н. э. — VII—III века до н. э. | 45 км к югу от села Кенгирбай би, в местности Сылдырбулак                          |
| 9              | Могильник Текебулак 1                                      |                       |                                               | 35 км от села Карааул в пойме ручья Текебулак                                      |
| 10             | Могильник Текебулак 2                                      |                       |                                               | 0,6 км к юго-западу от Текебулак 1                                                 |
| 11             | Могильник Текебулак 4                                      |                       |                                               | 1 км к северу от Текебулак 1                                                       |
| 12             | Дом-музей Ш. Абенова                                       |                       | 2003 год                                      | село Кундызды                                                                      |
| 13             | Могила Ш. Абенова                                          |                       | 2000 год                                      | 90 км к югу от села Карааул                                                        |
| 14             | Мазар Айпара-аны                                           |                       | 1999 год                                      | 15 км к юго-западу от села Карааул, на берегу озера Бокеним                        |
| 15             | Мазар Актамберды                                           |                       | 1989 год                                      | село Жидебай, сельское кладбище                                                    |
| 16             | Памятник Герою Советского Союза З. Белимбаеву              |                       | 1985 год                                      | село Архат, у дома культуры «Баян», 70 км от села Карааул                          |
| 17             | Могилы Дамегей, Камилы, Жагыпара                           |                       | 1987 год                                      | 18 км к юго-западу от села Каскабулак                                              |
| 18             | Могила Дилды и Айгерим (Аралтобе)                          |                       | 1924 год                                      | 20 км к северо-востоку от села Каскабулак                                          |
| 19             | Обелиск «Енлик-Кебек»                                      | Обелиск «Енлик-Кебек» | ХIV—XV века                                   | 25 км от села Каскабулак, по трассе в село Карааул                                 |
| 20             | Мазар Ералы-би                                             |                       | 1998 год, автор М. Жанболатов                 | 15 км от села Каскабулак                                                           |
| 21             | Сагана Еркежан (жены Абая)                                 |                       | начало XX века                                | 23 км к югу от села Карааул                                                        |
| 22             | Памятник «Золотой век» Абайского района                    |                       | 2000 год                                      | село Карааул, на площади у акимата                                                 |
| 23             | Мазар К. Жанатаева                                         |                       | 1994 год, автор С. Кошкин                     | село Кокбай, сельское кладбище                                                     |
| 24             | Медресе К. Жанатаева                                       |                       | 1994 год                                      | местность Такыр, село Кокбай                                                       |
| 25             | Камень Каскабулак — место рождения Абая                    |                       | 1845 год, 2000 год                            | в 3 км к югу от села Каскабулак                                                    |
| 26             | Мазар Кенгирбая-би (Би-ата)                                | Мазар Кенгирбая-би    | 1825 год                                      | 33 км к юго-востоку от села Карааул                                                |
| 27             | Памятник Кенгербаю-би                                      |                       | 1999 год                                      | село Кенгирбай би, в центре села                                                   |
| 28             | Мечеть Кунанбая кажи                                       |                       | 1994 год                                      | село Карааул, улица Молдагалиева, 2                                                |
| 29             | Колодец Кунанбая                                           |                       | 1900 год                                      | 18 км к юго-западу от села Каскабулак                                              |
| 30             | Мазар Омархана и Нуржамал                                  |                       | 1987 год                                      | 17 км к юго-востоку от села Каскабулак                                             |
| 31             | Памятник воинам, павшим в годы Великой Отечественной войны |                       | 1975 год                                      | село Карааул, площадь Победы                                                       |
| 32             | Памятник дружбы (Гёте, Лермонтов, Абай), 1973 год          |                       |                                               | село Карааул, улица Молдагалиева                                                   |
| 33             | Мазар Тохтамыс-батыра                                      |                       | 1993 год                                      | 13 км от села Карааул                                                              |
| 34             | Колодец Шакарима                                           |                       | 1931 год                                      | село Мукыр, на окраине села                                                        |
| 35             | Музей Шакарима                                             |                       | 2006 год                                      | село Жидебай                                                                       |
| 36             | Место рождения Шакарима (мемориальная плита) Шакарима      |                       | 2000 год                                      | село Кенбулак, 130 км к югу от села Карауыл                                        |
| 37             | Охотничий дом Шакарима (мемориальная плита)                |                       | 1920—1930 годы                                | 60 км к юго-западу от села Карааул                                                 |
| 38             | Некрополь рода Кунанбаевых                                 |                       | рубеж XIX—XX веков                            | 18 км к юго-западу от села Каскабулак                                              |
| 39             | Памятник Абая                                              |                       | 2018 год                                      | напротив акимата сельского округа Карауыл                                          |
| 40             | Памятник Кунанбай кажи                                     |                       | 2017 год                                      | в сельском округе Карауыл, на перекрестке улиц Ералы и Шакарима                    |